# 581 TCN
581 TCN là một năm trong lịch La Mã.